# Zagórni herbu Rogala
Zagórni herbu Rogala – polski ród szlachecki. Dewiza rodu to Amor et pietas.

## Etymologia nazwiska

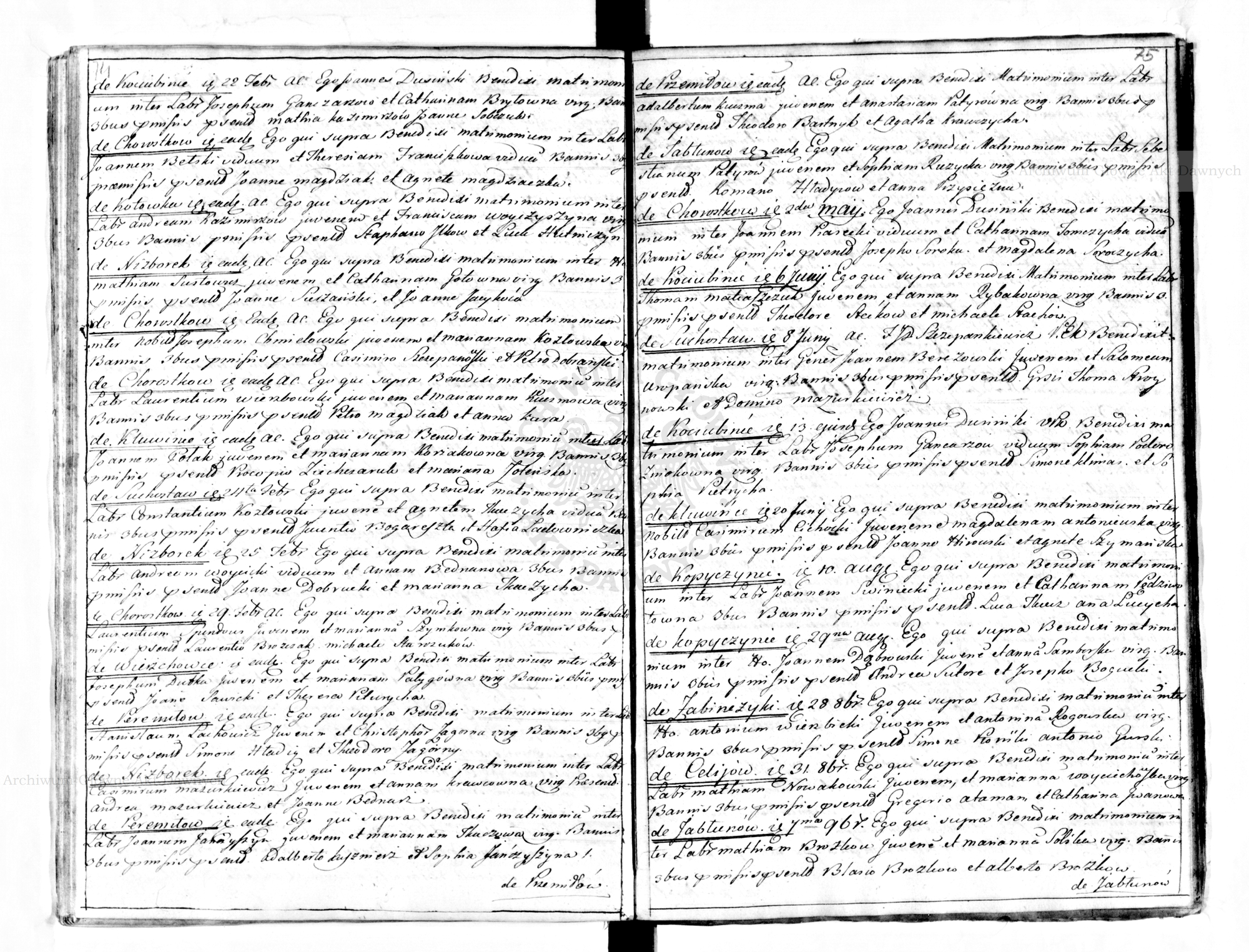

Zagórny, Zagórna, Zagórni to polskie nazwisko topograficzne, pochodzące od miejsca, w którym mieszkał „mieszkający za górą”; górą w tym wypadku mogło być wzniesienie, pagórek, wzgórze. Miało to wskazywać miejsce charakterystyczne zamieszkiwania danej osoby.
Nazwisko Zagórny nosili również chłopi i mieszczanie na Śląsku, stąd też sporo osób o tym nazwisku zamieszkuje właśnie tereny Zagórza, Będzina, Siemianowic Śląskich, etc.

## Historia

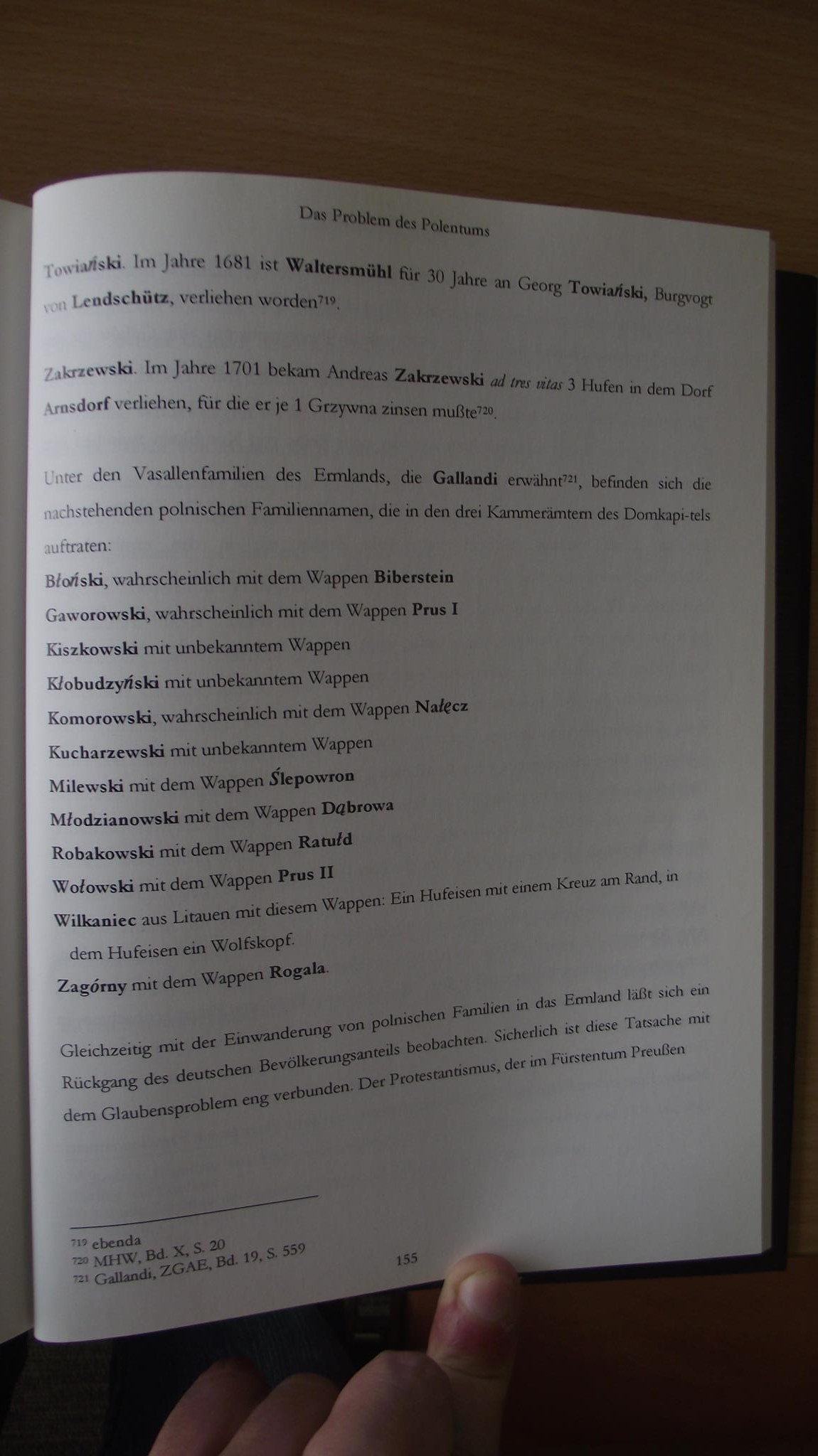
Zagórni na Wyrandach, [W:] Krystyna Porębska, Adeliger Gutsbesitz des Ermlands im 16. bis 18 Jahrhundert, Furth 1999, s.155

Pierwotnie ród pochodził z Mazowsza i Lubelszczyzny. Herb otrzymał prawdopodobnie na przełomie XIII/XIV w., choć niektóre informacje wskazują na starsze pochodzenie, Jedną z takich wzmianek jest wstęp do informacji o Panu młodym Jakubie Zagórnym [Szlachetny kleynot dzielnością zawzięty, który jest dawnych czasów wielce znamienity, Dom Zagórnych ich mościów onem ozdobiony, cnotą, męstwem i sławą Przodków zasłużony]. W 1. połowie XVII w. dwie gałęzie rodu przeniosły się pod Olsztyn i nabyły majątki w Wyrandach (Werandach), Marcinkowie oraz na innych terenach gminy Purdy. Inna gałąź posiadała pobliskie Pajtuny. Zagórni w 2. połowie XVII w. przenieśli się w znacznej części do Warszawy, skąd niektórzy przywędrowali na przełomie XVIII/XIX w. w okolice Tarnopola, chcąc w tamtych okolicach nabyć ziemię. Na przełomie XIX/XX w. część przybyła pod Lwów, gdzie osiadła. Stamtąd Zagórni po II wojnie światowej przybyli do Wrocławia oraz Trzebnicy i okolic.
Świetność rodu przypada na okres 2. połowy XVI w. – 1. połowy XVIII w. Pod koniec XVIII w. ród zubożał. Na skutek represji ze strony władz austriackich czy rosyjskich, które odebrały ziemię Zagórnym herbu Rogala. W czasach zaborów nie wpisywano celowo Zagórnych jako szlachty – ze względu na działalność patriotyczną, wykluczając cały ród, choć potwierdzenia w herbarzach niemieckich sięgają nawet XIX-XX w., które wskazują, iż Zagórni wylegitymowali się swym szlachectwem jeszcze w 1737 r.
Zagórni są opisani w herbarzu Tadeusza Gajla, Nowy Herbarz Polski, Latarnia, 2016, s. 636 oraz można natrafić na informację odnośnie do Zofii Zagórnej (szlachcianki) [brak informacji o herbie], w herbarzu Bonieckiego – Boniecki, Herbarz polski, T. 1, s. 146., a także w niemieckim herbarzu z 1916 r., jednakże tam pojawia się informacja o jednej z gałęzi Zagórnych herbu Rogala, która w klejnocie herbu zamiast rogów używała trzech pawich piór, dla odróżnienia od innych gałęzi rodu Zagórnych „Von Zagórny auf Pathaunen 1682 [autor: poświadczenie z tegoż roku], Wiranden (Worainden) 1667, 1737 [autor: kolejne poświadczenia]. W. Gespalten; horn eine eintwards gefehrte Hirstchstange; hinten ein Buffelhorn. Auf dem Helm drei Pfauenfebern (herb Rogala mit Wariante des Helmschmuds)”.

## Przedstawiciele rodu
Najstarszym znanym przedstawicielem jest Jędrzej Zagórny. Informacja o nim pochodzi z 1622 r. Jednakże pierwsza szersza informacja dotyczy Jakuba Zagórnego (dziedzica na Wyrandach w powiecie Olszteńskim [Olsztyńskim]). Wiadomo, że rodzicami Jakuba Zagórnego byli Helżbieta (Elżbieta) Zagórna i Piotr Zagórny (nie mylić z Piotrem, mężem Katarzyny Gertrudy Zagórnej), którzy nabyli posiadłości w powiecie Olsztyńskim w roku 1631, jednak później przekazali je synowi.
Inna gałąź rodu znana jest z testamentu Pana Leżeńskiego, który wymienia Katarzynę Gertrudę Zagórną(córka burgrabiego orneckiego Jana Łączyńskiego), wdowę po Piotrze Zagórnym, staroście barczewskim. Ten testament pochodzi z 1703 r., co pozwala mniej więcej ustalić także lata życia Zagórnych. Opiekunami prawnymi dzieci Piotra Zagórnego i Katarzyny Gertrudy Zagórnej byli: kanonik Wawrzyniec Nycz i szlachcic Jan Grzymała.
W roku 1634 Jakub Zagórny wziął ślub z Zuzanną Konopniczanką, córką rajcy lubelskiego Andrzeja Konopnica i Helżbiety (Elżbiety). Przygotowania do ślubu trwały już w 1633 r. Rodzina Konopniców aspirowała do uzyskania tytułu szlacheckiego, czego dowodem jest fakt, że wszystkie swoje córki Andrzej Konopnic wydał za szlachciców. Rodzina Konopniców posiadała również dworek (mimo obowiązującego zakazu). Jej ślubu z Jakubem Zagórnym nie można rozpatrywać w kategoriach mezaliansu, gdyż obie rodziny się na to zgodziły, odnosząc obopólne korzyści. Rodzina Zagórnych otrzymała w ten sposób całą i bardzo kunsztowną kamienicę w Lublinie, a Konopnicom przekazała 12 tys. złotych polskich, zapewniła dożywocie na Wyrandach i zapisała pontnuski młyn. Ślub odbył się z miłości, nie wynikał zaś z korzyści, jakie za tym szły, zwłaszcza że Zagórni byli posiadaczami kilku wiosek i posiadali spore sumy.

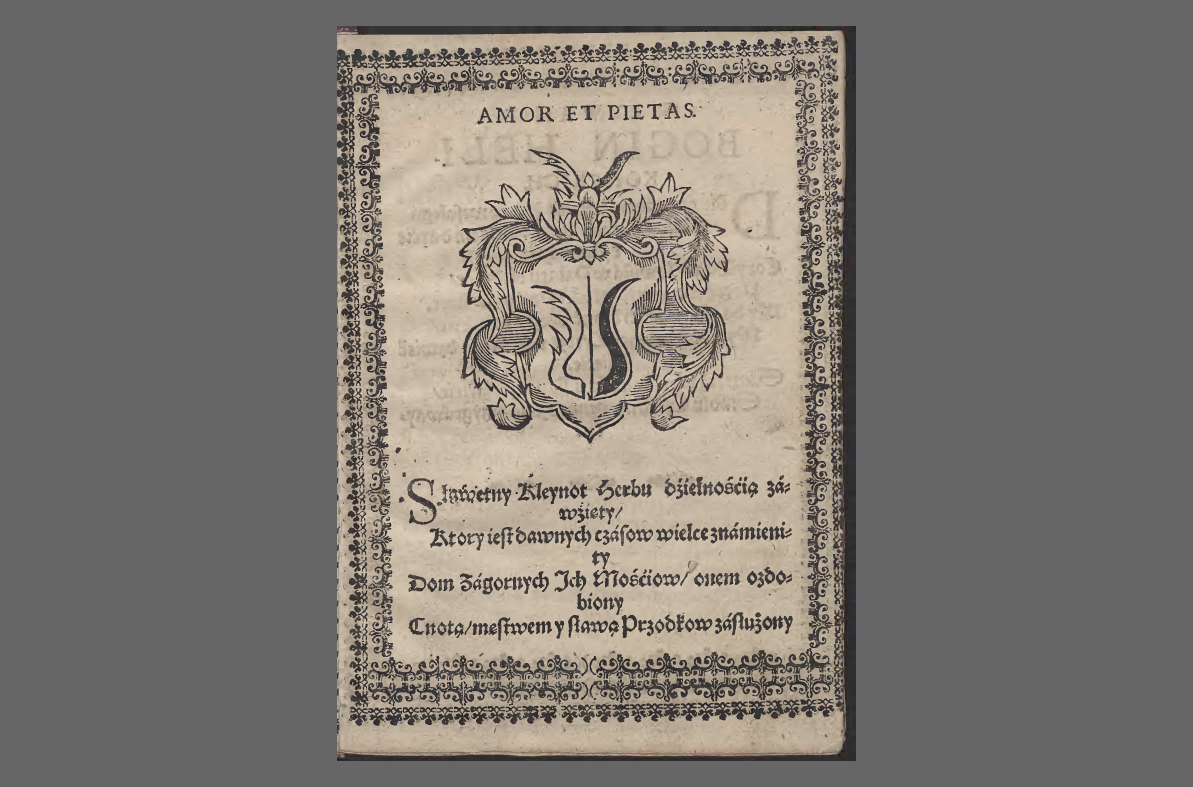
Na Chwalebny i Zacny Akt Ślubu Jakuba Zagórnego i Zuzanny Konopniczanki, Lublin 1634 r.

W 1655 r. w Wyrandach i Marcinkowie był szlachcic Zagórny herbu Rogala z żoną, synem i córką oraz poddanymi w liczbie 27 osób. Spośród rodziny Zagórnych był tam Ludwik Zagórny (starszy), wymieniony w 1667 r. Inna gałąź tego rodu posiadała pobliskie Pajtuny i stamtąd też pochodził kanonik warmiński Andrzej Zagórny (ok. 1640–1690). W 1656 r. majątek liczył 30 łanów (503,7 ha). W 1697 r. zmarł Ludwik Zagórny. Miał dwóch synów, którzy ukończyli gimnazjum jezuickie w Reszlu – Jana i Ludwika. Jan zmarł w 1735 r. jako proboszcz w Klewkach, a Ludwik (młodszy) był żonaty z Anna Ludwiką Ogińską, która zmarła w 1737 r. Zagórni wówczas stanowili szlachtę średnią, gdzie spośród kilku gałęzi rodu każda rodzina miała kilka wsi. Syn Ludwika Zagórnego (młodszego) wraz z żoną Katarzyną, pochodzącą z Legin, jeszcze w 1723 r. rezydowali na Wyrandach, gdzie urodziła się ich córka Joanna Eleonora. Później przenieśli się do majątku żony w Leginach, gdzie w 1724 r. urodził się ich syn Antoni, późniejszy absolwent kolegium jezuickiego w Reszlu.
Nieco później Zagórni wyjechali do Warszawy.
Wśród przedstawicieli rodu są dwaj Andrzeje Zagórni, duchowni. Pajtuny posiadał kanonik warmiński Andrzej Zagórny (ok. 1585–1634). Andrzej Zagórny z bocznej linii (herbu Rogala) był m.in. prepozytem kieleckim (od 1608), kanonikiem warmińskim i proboszczem w Leszczynach. Brał udział w poszukiwaniu księgozbioru Kopernika. Miał wyższe wykształcenie – doktorat z teologii oraz doktorat obojga praw. W Kielcach ufundował remont wież kościelnych w parafii pod wezwaniem św. Marcina, na co przekazał 600 florentów. Oddał również „na fabrykę” kościoła 2000 złotych. Należał do „Bractwa Różańcowego” od roku 1626, pełniąc funkcję prepozyta kolegiaty i kanonika warmińskiego. W 1628 roku przeznaczył osobną sumę na prowadzenie katechizacji wśród dzieci w każdą niedzielę i święto. Został pochowany w katedrze we Fromborku obok grobu Kopernika.
Drugi Andrzej Zagórny (ur. ok. 1640 w Pajtunach, zm. 2 maja 1690 we Fromborku) uczęszczał do kolegium reszelskiego od 25 czerwca 1656. Stypendium otrzymał 23 września 1661 z polecenia Jana i Jerzego v. Oelsenów jako szlachcic warmiński. Ukończył studia zdobyciem tytułu doktora obojga praw. Piastował urzędy: proboszcza w Olsztynie w 1670 i Radostowie k. Reszla w 1674, kanonika w Dobrym Mieście w 1680 i Fromborku 24 stycznia 1686.